# The Young Gods
Gli Young Gods sono un gruppo musicale industrial rock svizzero fondato nel 1985. Il loro brani sono costituiti da campionamenti rielaborati, non avendo un chitarrista tutti i suoni chitarristici presenti nei dischi sono campionati. Sono stati tra i primi gruppi degli anni ottanta a fondere il metal con l'industrial. Sono stati lodati da vari artisti, tra cui David Bowie, Mike Patton, Nine Inch Nails e Sepultura. Hanno inoltre ispirato gli U2 durante la creazione di Achtung Baby.

## Storia
Si sono formati nel 1985 da Franz Treichler (voce), Cesare Pizzi (campionatore) e Frank Bagnoud (percussioni). Il loro nome è un omaggio ad un brano degli Swans, Young God presente sull'omonimo EP del 1984.
Dopo un primo singolo nel 1986 (Envoyé!) debuttano nel 1987 con l'omonimo album con la produzione del membro degli Swans Roli Mosimann.
Il disco, molto sperimentale, viene nominato dalla rivista inglese Melody Maker miglior album d'esordio dell'anno.
Prima della pubblicazione del secondo disco, L'eau rouge dove alle asprezze dell'esordio si aggiungono partiture sinfoniche, Frank Bagnoud viene sostituito da Use Heistand. Nel 1991 Alain Monod subentra a Cesare Pizzi, il gruppo pubblica un disco di cover del compositore tedesco Kurt Weill.
Altro cambiamento, Heistand esce e viene rimpiazzato da Bernard Trontin.
Nel 2010 entra a far parte del gruppo Vincent Hänni, che già collaborava da tempo.

## Discografia parziale

### Album di studio
- 1987 -	The Young Gods (Interscope)
- 1989 - L'eau rouge (Play it Again Sam)
- 1991 - Play Kurt Weill (Interscope)
- 1991 -	T.V. Sky (Interscope)
- 1995 -	Only Heaven (Atlantic)
- 1997 -	Heaven Deconstruction (Paradigm Records)
- 1999 -	Second Nature (Intoxy)
- 2004 -	Music for Artificial Clouds (Intoxygene)
- 2007 -	Super Ready/Fragmenté (Ipecac)
- 2008 -	Knock on Wood (Liberation)
- 2010 - Everybody Knows (Two Gentlemen)
- 2019 - Data Mirage Tangram (Two Gentlemen)

### Album dal vivo
- 1995 -	Live Sky Tour (Interscope)
- 2001 -	Live Noumatrouff 1997 (Intoxygene)

### Raccolte
- 2005 -	XXY: Twenty Years 1985-2005 (Play It Again Sam)